# دايسوكي كيمورا
دايسوكي كيمورا (23 يوليو 1988 ياماغوتشي اليابان - ) هو لاعب كرة قدم ياباني يلعب كمدافع.